# Армен Ґаро
Армен Ґаро (Гарегін Пастермаджян) (9 лютого 1872 — 23 березня 1923) — діяч вірменського національно-визвольного руху, у Вірменії вважається національним героєм.

## Біографія
«Армен Ґаро» народився в Ерзерум, де в 1891 році закінчив вірменське училище (Академія Варджарана Санасаряна). У 1894 році вступив до Сільськогосподарську школу Університету Нансі (Франція). Тоді ж вступив в Дашнакцутюн. З початком повстання в Зейтуні (1895), він, разом з Саркісом Сренцем, Гайком Тіріакяном (відомим як «Храч») і Максом Зевруцем, направляється в Єгипет для організації допомоги Зейтунській самообороні. Тоді ж він бере псевдонім «Армен Гаро». Після закінчення Зейтунських подій, він був направлений в Константинополь.

### Захоплення Оттоманського банку
26 серпня 1896 р. дашнаки зробили одну з найгучніших своїх акцій  — захоплення міжнародного Оттоманського банку в Константинополі. Метою акції було привернути увагу держав до вірменського питання: група загрожувала підірвати банк, якщо Туреччину не змусять провести реформи у Вірменії. Ґаро, поряд з Бабкеном Сюні, був одним з організаторів операції. Партію зброї їм доставив болгарський авантюрист Наум Тюфекчієв. Напад стався близько 13-00; сам Ґаро з'явився до банку за 10 хвилин до початку акції. Його головним завданням було перешкодити втечі банківських службовців і відвідувачів (необхідних нападникам в якості заручників). Після загибелі Бабкена Сюні, Ґаро очолив групу. Вранці 27 серпня дашнаки покинули Оттоманський банк під гарантії російського посла Максимова (дані від імені всіх держав). Вони були доставлені французьким пароплавом у Марсель. Ґаро намір продовжувати навчання у Франції, але був висланий звідти на вимогу міністра закордонних справ Аното, як учасник захоплення Оттоманського банку.

### Подальша діяльність
Армен Ґаро поїхав до Швейцарії і вивчав природничі науки в Женевському університеті, продовжуючи тісно співпрацювати з «Дашнакцутюн». Брав участь у II з'їзді партії в 1898 р, як делегат від єгипетського комітету. У 1900 закінчив курс і отримав диплом доктора фізико-хімічних наук. У 1901 році створив хімічну лабораторію в Тифлісі. У 1905—1906 рр. керував самообороною вірмен в Тифлісі, організувавши вірменську міліцію в складі 500 осіб. Після Младотурецької революції 1908 роки, Армен Ґаро обирається депутатом турецького парламенту від Ерзерума. Але вже в найближчим часом, шовіністичні та мегаломанські установки младотурків стали очевидними для всіх (або майже для всіх).
З початком Першої світової війни в 1914 році і оголошенням Росією амністії для дашнакцаканів, Армен Ґаро, будучи серйозно хворим, взяв активну участь у формуванні вірменських добровольчих дружин в складі Російської армії. У 1917 р. направляється до США як представник католікоса усіх вірмен, з 1920 р — посол Республіки Вірменії у США. Був головою Відповідального органу операції «Немезіс» (акція по відстеженню та знищення винуватців геноциду вірмен)

### Літературна діяльність
Автор книги: «Чому Вірменія повинна бути вільною. Роль вірмен у цій війні», Бостон, 1918.